# Stowgate
Stowgate – wieś w Anglii, w hrabstwie Lincolnshire. Leży 65 km na południe od Lincoln i 131 km na północ od Londynu.